# Schloss Pux

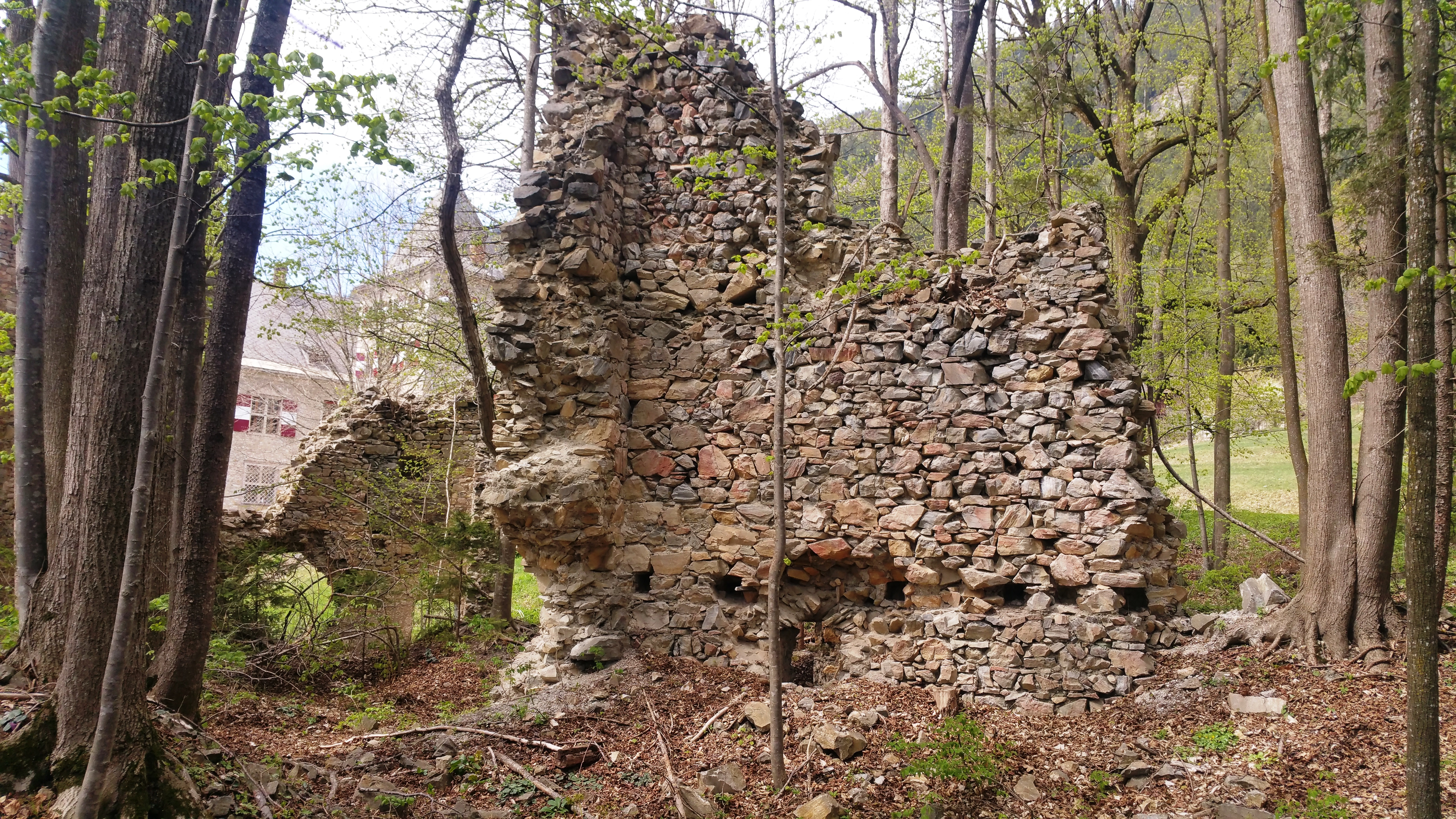
Teile der Fassade und des Daches vom Schloss Pux links im Hintergrund erkennbar

Schloss Pux steht in der Ortschaft Pux der Gemeinde Teufenbach-Katsch im Bezirk Murau in der Steiermark. Das Schloss steht als Nachfolgebau der Burgruine Pux neben der erhaltenen Schlosskapelle Pux.

## Geschichte
Das Alt-Schloss fiel in der Weihnachtsnacht von 1779 einem Brand zum Opfer und zerfiel zu einer Ruine. Das Neu-Schloss wurde im Jahr 1911 neben der erhaltenen Schlosskapelle neu erbaut, die Adelsfamilie Pranckh ließ zwischenzeitlich am Fuße des Puxberges ein Herrenhaus erbauen.

## Baubeschreibung
Der Neubau des Schlosses wurde aus unverputzten Bruch- und Hausteinen errichtet.

## Persönlichkeiten
- Hans von Pranckh bewohnte von 1921 bis 1945 das Schloss und war als ehemaliger Leutnant der Bayerischen Armee Kreisführer beim Steirischen Heimatschutz (Heimwehr).
- Georg Pranckh wurde 1926 im Schloss geboren und war als Politiker (ÖVP) Abgeordneter zum Nationalrat.

## Schlosskapelle
Die Schlosskapelle Pux steht freistehend im ehemaligen äußeren Burghof der Burgruine Pux südlich vom neuen Schloss Pux. Die dem heiligen Ägidius geweihte römisch-katholische Schlosskapelle gehört zum Dekanat Murau in der Diözese Graz-Seckau.

### Architektur
An das spätromanische rechteckige Langhaus schließt das eingezogene Chorquadrat an. Nördlich des Chores ist der Sakristeianbau mit der Jahresangabe 1594. Der neugotische Dachreiter befindet sich am östlichen Ende des Langhausschiffes.
Der Chor ist kreuzgratgewölbt. Das Langhaus hat eine Holzkassettendecke und eine westliche Holzempore aus der Renaissance. Die Fresken Christus in der Mandorla, Evangelistensymbole, Engel, Heilige im Chor und am spitzbogigen Triumphbogen sind aus dem 13. Jahrhundert und wurden 1912 freigelegt und 1957 gesichert.

### Ausstattung
Der Altar aus 1676 hat ein gemaltes Antependium um 1730. Die Orgel aus 1693 zeigt seitlich Peter und Paul und mittig Cäcila und König David.
Ein Totenschild nennt Christoph von Pranckh 1616. Ein Grabstein Adam von Pranckh, gestorben 1591, zeigt das Relief Kniefiguren vor der Auferstehung Christi und seitlich Karyatiden, wohl von Philibert Pocabello.